# Opération Ariel
L'opération Ariel (parfois appelée opération Aerial - Antenne) est l'évacuation, durant la Seconde Guerre mondiale, des forces alliées depuis les ports de l'ouest de la France, du 15 au 25 juin 1940, à la suite de l'effondrement militaire conséquence de la bataille de France contre l'Allemagne nazie. Deux autres évacuations ont également eu lieu lors de la défaite de 1940 : l'opération Dynamo (évacuation de Dunkerque) et l'opération Cycle (évacuation du Havre).

## Contexte

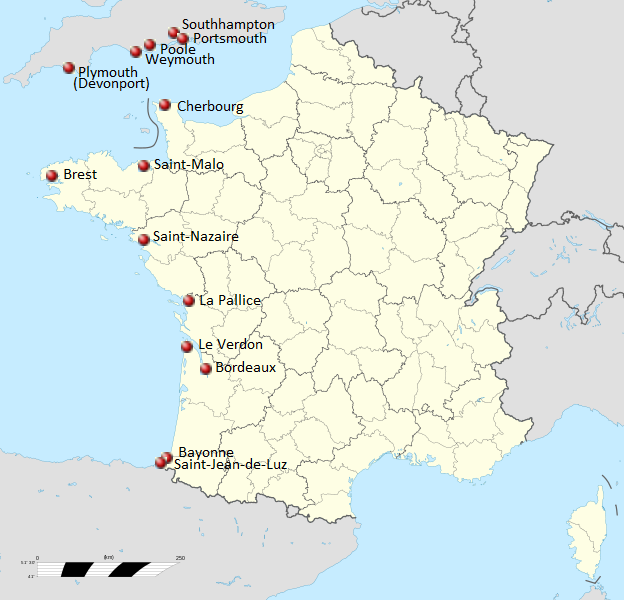
Carte de l'opération Ariel en 1940

Alors que l'opération Dynamo à Dunkerque avait permis d'évacuer une grande partie des forces combattantes du Corps expéditionnaire britannique (British Expeditionary Force - BEF), certaines unités de combat de la 1re division blindée et de la division Beauman et plus de 150 000 hommes de soutien étaient isolés du reste des forces au sud par les Allemands dans leur course vers la mer.
En outre, la 52e division d'infanterie (Lowland) britannique et la 1re division canadienne avaient été jetées dans la précipitation en France pour renforcer la défense de l'ouest du pays. Toutes ces forces furent appelées « Second BEF ». Le général Sir Alan Brooke était revenu d'Angleterre pour les commander. À son arrivée le 13 juin il s'est vite rendu compte qu'il n'avait aucune chance de succès et que le plan français de retraiter et de prendre position en Bretagne, afin de créer un réduit Breton, n'était pas réaliste.
En conséquence, dans un appel téléphonique dans la soirée du 14 juin, il réussit à persuader le Premier ministre britannique, Winston Churchill, que toutes les troupes britanniques en France devait être désengagées et évacuées.

## Évacuation depuis Cherbourg et Saint-Malo

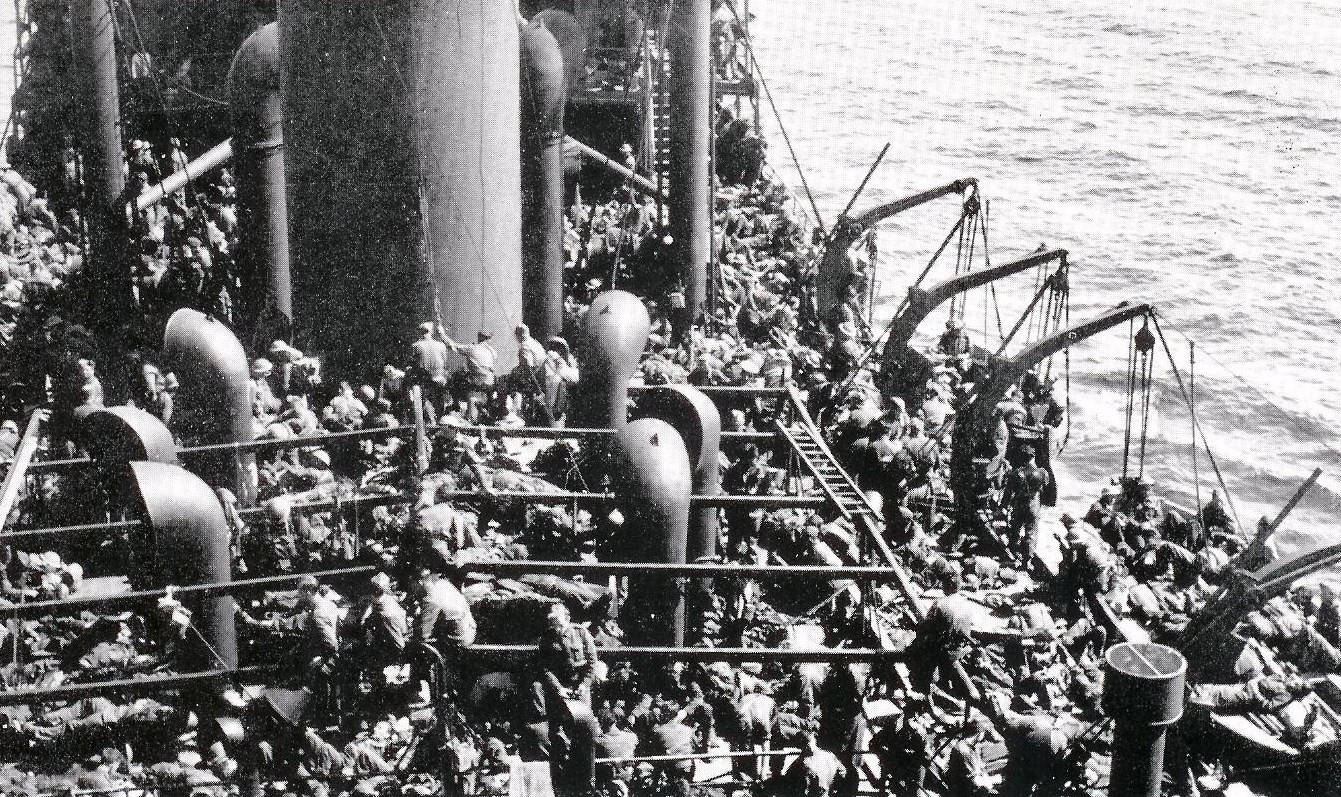
Évacuation de troupes à bord du SS Guinean lors de l'opération Ariel.

L'évacuation de la 52e division d'infanterie (Lowland) britannique de Cherbourg a été placée sous le commandement de l'amiral William Milbourne James (en), commandant en chef de Portsmouth. Il a dirigé les plus grands détachements de troupes et de navires opérant depuis Southampton. Les petits navires côtiers partaient depuis Poole et les scutes néerlandais depuis Weymouth. La plupart de la 52e (Lowland) et la 1re division blindée embarquèrent entre le 15 et le 17 juin. La division Beauman et la force Norman (en), qui étaient des formations composites, embarquèrent dans la soirée du 17 juin. Les premières troupes allemandes entrèrent dans la périphérie de la ville lorsque le dernier navire prit le large. 30 360 hommes ont été évacués et emmenés à Portsmouth. 
À Saint-Malo, 21 474 hommes, principalement de la 1re division canadienne, ont embarqué le 17 et 18 juin.

## Évacuation depuis Brest, Saint-Nazaire et La Pallice

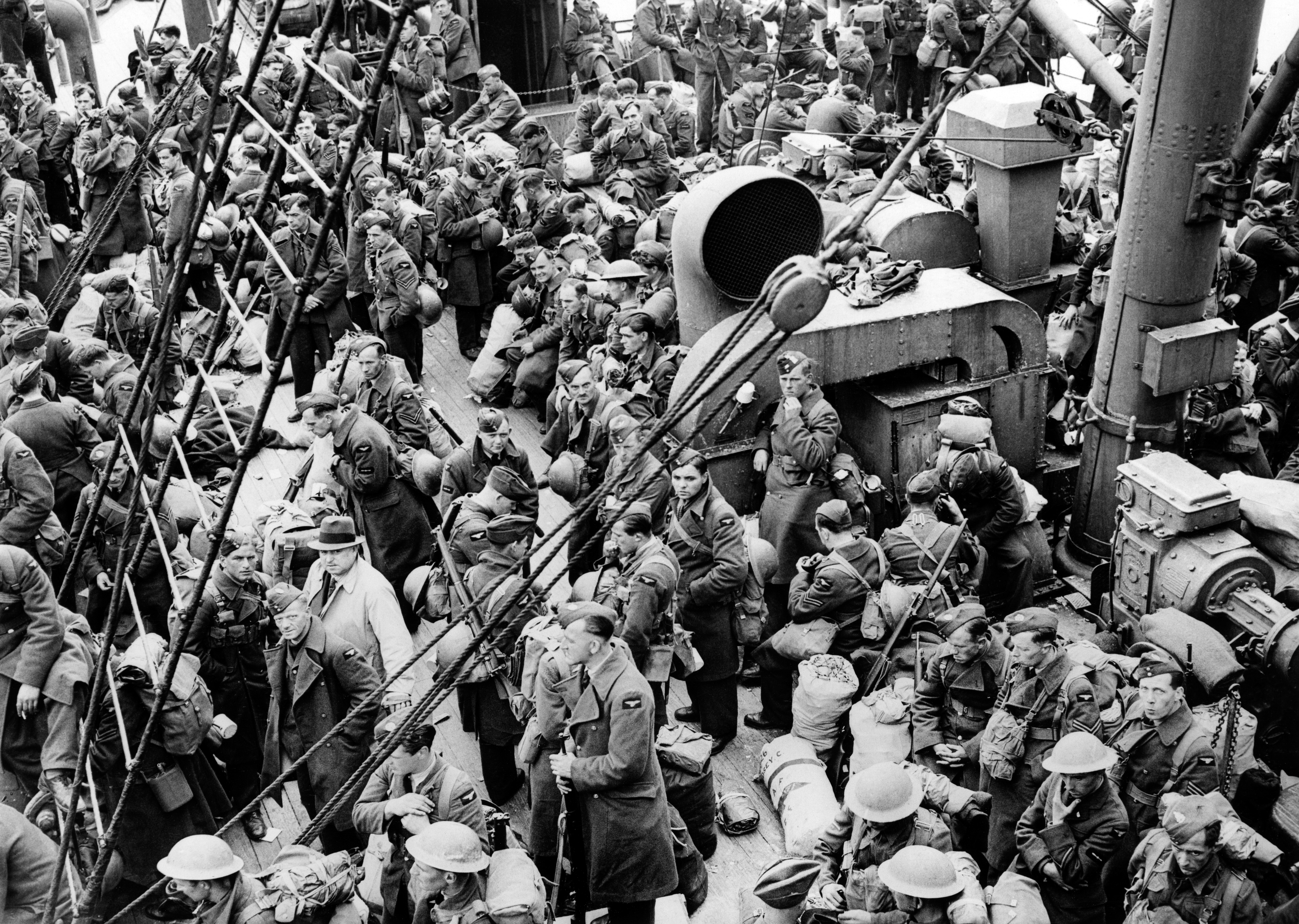
Soldats de la RAF sur un transport de troupes durant l'opération ariel

L'évacuation des ports les plus à l'ouest a été commandée par l'amiral Sir Martin Eric Dunbar-Nasmith (en), le commandant en chef du commandement des atterrages occidentaux basé à Devonport. L'évacuation de Brest a été réalisée par une grosse flotte de navires comprenant les transports de troupes Arandora Star, Otranto, et Strathaird (en). 28 145 Britanniques et 4 439 soldats alliés, principalement des équipes au sol de la Royal Air Force, ont été emmenés le 16 et 17 juin, sans aucune intervention importante de la Luftwaffe, et ont été débarqués à Plymouth. Un grand nombre d'unités de soutien et de la logistique de l'armée britannique, du personnel de la RAF, des Belges, des Tchèques, des troupes polonaises, ainsi que des civils britanniques attendaient à Saint-Nazaire. La flotte envoyée pour l'évacuation comprenait les grands transports de troupes Georgic, Duchess of York (en), Franconia, Lancastria et l'Oronsay. Le Franconia a été endommagé par des bombes en route et retourna à Plymouth. La plupart des gros navires avaient dû jeter l'ancre dans la baie de Quiberon car la navigation dans le chenal étroit jusqu'à l'estuaire de la Loire à Saint-Nazaire est difficile. Jusqu'au 17 juin, les troupes ont été transbordées à partir de Saint-Nazaire jusqu'aux grands transports de troupes par des destroyers et des bateaux côtiers. Les transports de troupes avaient pour ordre d'embarquer autant de personnel que possible et furent rapidement surpeuplés. 

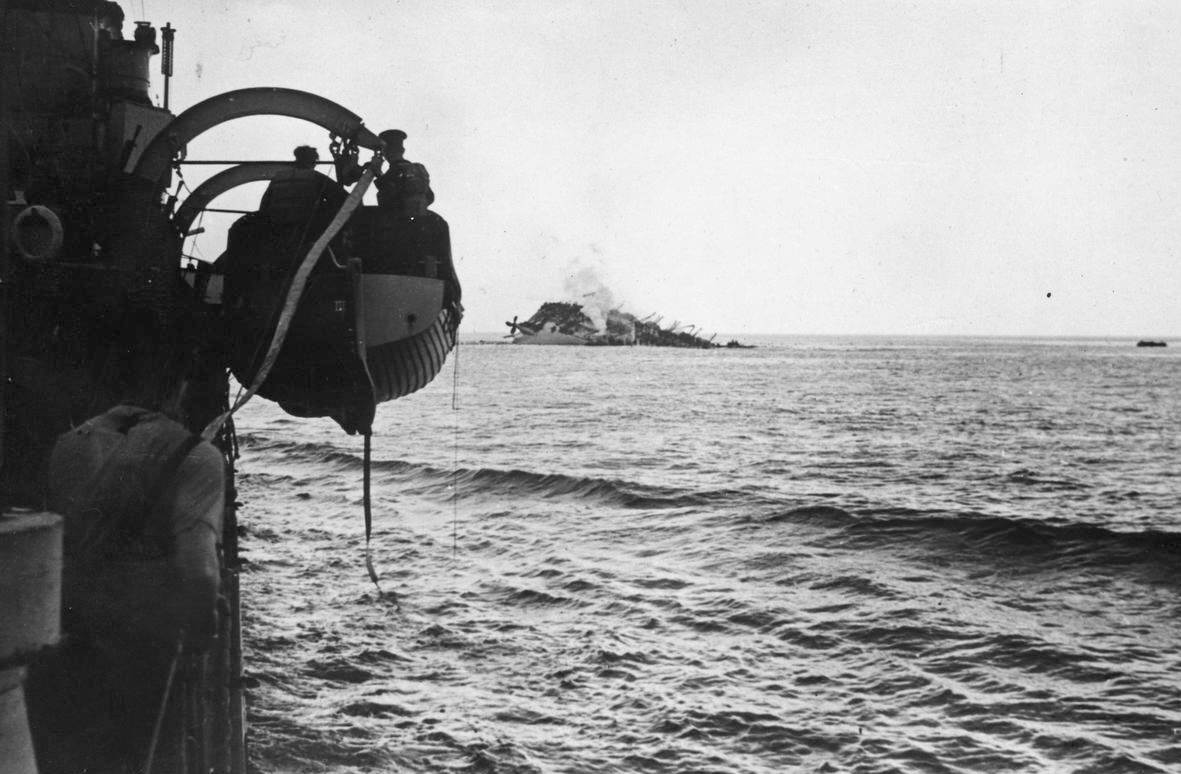
Le naufrage du Lancastria au large de Saint Nazaire.

À 14 h, eut lieu un raid aérien de bombardiers allemands et l'Oronsay a été touché par une bombe sur la passerelle. Dans un second raid à 15 h 45, le Lancastria a été touché par quatre bombes qui ont pénétré la cale remplie de troupes et provoqué la rupture des réservoirs de mazout. En 20 minutes, le navire a gîté et a coulé, bien que 2 447 personnes à bord aient été sauvées, il y eut environ 4 000 tués (les estimations varient de moins de 3 000 à 5 800), la plus grande perte dans l'histoire maritime britannique. Les dernières troupes britanniques quittèrent la France dans la matinée du 18 juin en deux convois de petits navires marchands et se dirigèrent vers Plymouth. En raison de renseignements erronés qui suggéraient que les Allemands étaient plus proches qu'ils n'étaient en réalité, beaucoup d'équipements précieux ont été abandonnés. Le 19 juin, une dernière mission est arrivée à Saint-Nazaire pour évacuer 8 000 soldats polonais qui avaient été signalés au port, en fait, il n'y en avait que 2 000. Plus au sud, à La Pallice (le port de commerce de La Rochelle), l'officier principal de la marine britannique découvrit qu’aucun navire n'avait été envoyé pour les troupes britanniques et polonaises en attente au port. Il a donc réquisitionné un certain nombre de navires de commerce français et les fit embarquer le 18 juin. Par la suite, deux flottilles de navires britanniques sont arrivées pour prendre des retardataires polonais. Au total, 10 000 Britanniques et plus de 4 000 Polonais ont été sauvés de La Pallice.

## Évacuation depuis Bordeaux, Le Verdon, Bayonne et Saint-Jean-de-Luz

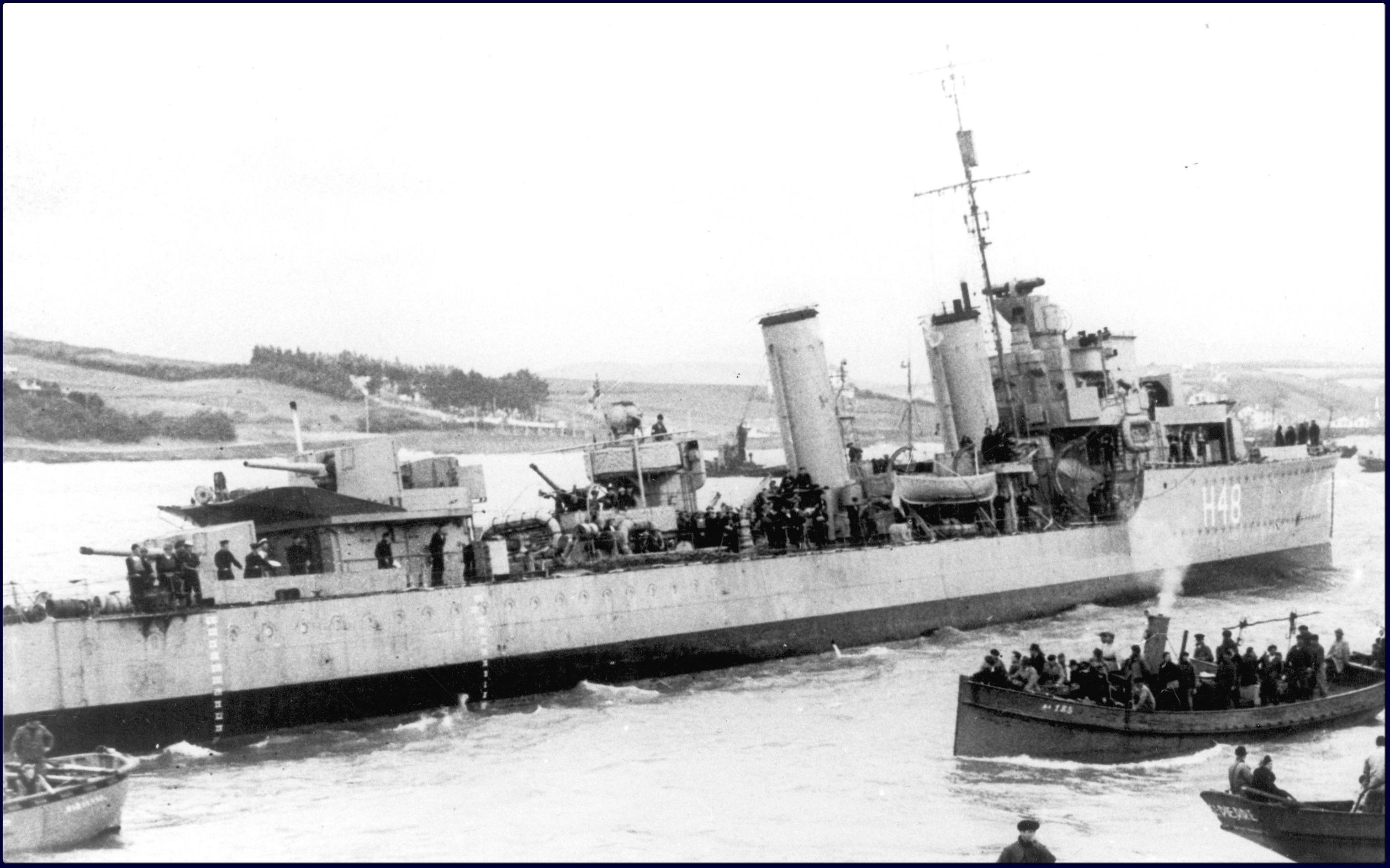
HMCS Fraser (H48) le 25 juin 1940

Le 17 juin, l'évacuation commença depuis Bordeaux grâce aux croiseurs et aux destroyers de la Royal Navy et par les navires marchands alliés qui étaient encore dans le port. Le personnel diplomatique britannique et le président de la Pologne Władysław Raczkiewicz et son cabinet eurent la priorité. Le reste a été constitué principalement de troupes polonaises et tchèques. L'évacuation continua dans les ports du Verdon et de Bayonne, situés à proximité, assistée par les transports de troupes MS Batory, Sobieski, Chorzów et Lechistan (tous quatre battant pavillon polonais), Ettrick et Arandora Star. Ces navires se sont par la suite rendus à Saint-Jean-de-Luz, où l'évacuation s'est terminée le 25 juin à 14 heures, juste après le délai fixé par les conditions de l'armistice. Le dernier jour de l'opération, le destroyer canadien HMCS Fraser (en) a été éperonné et coulé par le croiseur anti-aérien HMS Calcutta dans l'estuaire de la Gironde. De petites évacuations ont continué depuis la côte méditerranéenne française jusqu'au 14 août 1940.

## Bilan
Le nombre de personnes évacuées de France en Angleterre durant l'opération Ariel se décompose comme suit :
- Britanniques : 144 171
- Polonais : 24 352
- Français : 18 246
- Tchèques : 4 938
- Belges : 163

Au total, 191 870 soldats alliés, aviateurs et civils. Bien que la plupart de l'équipement ait été perdu, 310 pièces d'artillerie, 2 292 véhicules, 1 800 tonnes d'approvisionnements et quelques chars ont été sauvés.